# Konrad Imielski
Konrad Mieczysław Imielski (ur. 1 stycznia 1947 w Zawierciu) – polski polityk, samorządowiec, były prezydent Zawiercia i wicewojewoda śląski.

## Życiorys
Ukończył matematykę w Wyższej Szkoły Pedagogicznej w Opolu, w latach 1986–1988 odbył studia podyplomowe w Akademii Nauk Społecznych w Moskwie. Pracował początkowo jako nauczyciel matematyki.
W latach 80. pełnił funkcję sekretarza Komitetu Miejskiego Polskiej Zjednoczonej Partii Robotniczej w Zawierciu. Później został działaczem Sojuszu Lewicy Demokratycznej. Od 1994 do 2002 był prezydentem Zawiercia. W wyborach bezpośrednich w 2002 bez powodzenia ubiegał się o reelekcję, przegrywając z Ryszardem Machem. Objął jednocześnie funkcję przewodniczącego rady miejskiej.
Od 2005 do 2006 sprawował urząd I wicewojewody śląskiego. W wyborach samorządowych w 2006 i 2010 ponownie uzyskiwał mandat radnego. Został też naczelnikiem w jednym z wydziałów Urzędu Miejskiego w Dąbrowie Górniczej.